# Parada de Garbinet (TRAM Alicante)
Garbinet es una parada del TRAM Metropolitano de Alicante donde presta servicio la línea 2. Está situada en los límites de los barrios Garbinet y Carolinas Altas.

## Localización y características
Se encuentra ubicada en el bulevar central de la avenida Periodista Rodolfo de Salazar, desde donde se puede acceder. En esta parada se detienen los tranvías de la línea 2. Dispone de dos andenes y dos vías.

## Líneas y conexiones
| << Cabecera | < Estación      | Línea | Estación > | Cabecera >>             |
| ----------- | --------------- | ----- | ---------- | ----------------------- |
| Luceros     | Bulevar del Pla |       | Hospital   | Sant Vicent del Raspeig |